# شفيق حبار
شفيق حبار (بالإنجليزية:Squidward Tentacles) شخصية خيالية في المسلسل التلفزيوني سبونج بوب سكوير بانتس، يقوم بأداء صوته الممثل رودجر بامباس، وفي النسخة العربية فقام بالدور الممثل المصري عادل خلف. صُمم شفيق حبار من قبل ستيفن هيلينبرغ، وعُرض لأول مرة في الحلقة التجريبية مطلوب موظفين في 1 مايو 1999. يُصوَّر شفيق كأخطبوط مجسم، يعيش في منزل على طراز موآي بين سبونج بوب وبسيط نجم. يُعرف بشخصيته السريعة الانفعال واحتقاره لجيرانه، ويعمل كصراف في مطعم مستر سلطع، وهو عمل لا يستمتع به. تلقى شفيق استقبالًا إيجابيًا من المعجبين، وظهر في عدة أفلام ومنتجات متعلقة بالمسلسل.

## روابط خارجية
- شفيق حبار على موقع ميوزك برينز (الإنجليزية)
- شفيق حبار في قاعدة بيانات الأفلام على الإنترنت